# Hans Baumann (Moderner Fünfkämpfer)
Hans Baumann (* 14. Juli 1905; † nach 1936) war ein Schweizer Moderner Fünfkämpfer.
Baumann nahm an den Olympischen Sommerspielen 1936 in Berlin teil. Seinen Schwimmwettkampf konnte er jedoch nicht beenden und somit nahm er auch am folgenden Crosslauf nicht mehr teil.